# Gianfranco Martin
Gianfranco Martin (né le 15 février 1970 à Gênes) est un ancien skieur alpin italien.

## Palmarès

### Jeux olympiques
- Jeux olympiques de 1992 à Albertville (France) :
  -  Médaille d'argent en Combiné

### Coupe du monde
- Meilleur résultat au classement général : 66e en 1992

### Saison par saison
- Coupe du monde 1992 :
  - Classement général : 66e
- Coupe du monde 1993 :
  - Classement général : 73e
- Coupe du monde 1994 :
  - Classement général : 100e

### Arlberg-Kandahar
- Meilleur résultat : 11e place dans le combiné 1992 à Garmisch